# Censo dos Estados Unidos de 1890
O Censo dos Estados Unidos de 1890, conduzido pelo departamento do censo em junho de 1890, foi o décimo primeiro censo dos Estados Unidos. Determinou a população residente dos Estados Unidos em 62.979.766 — um aumento de 25,5% sobre as 50.189.209 pessoas enumeradas durante o censo de 1880.
Os dados foram tabulados pela máquina pela primeira vez. Os dados informaram que a distribuição da população resultou no desaparecimento do Velho Oeste. A maioria dos materiais do censo de 1890 foi destruída em um incêndio de 1921 e os fragmentos do calendário populacional do censo dos EUA existem apenas para os estados do Alabama, Geórgia, Illinois, Minnesota, Nova Jérsia, Nova Iorque, Carolina do Norte, Ohio, Dakota do Sul, Texas e o Distrito de Columbia.

## População por estado
| Ranking | Estado               | População |
| ------- | -------------------- | --------- |
| 01      | Nova Iorque          | 6,003,174 |
| 02      | Pensilvânia          | 5,258,113 |
| 03      | Illinois             | 3,826,352 |
| 04      | Ohio                 | 3,672,329 |
| 05      | Missouri             | 2,679,185 |
| 06      | Massachusetts        | 2,238,947 |
| 07      | Texas                | 2,235,527 |
| 08      | Indiana              | 2,192,404 |
| 09      | Michigan             | 2,093,890 |
| 10      | Iowa                 | 1,912,297 |
| 11      | Kentucky             | 1,858,635 |
| 12      | Geórgia              | 1,837,353 |
| 13      | Tennessee            | 1,767,518 |
| 14      | Wisconsin            | 1,693,330 |
| 15      | Virgínia             | 1,655,980 |
| 16      | Carolina do Norte    | 1,617,949 |
| 17      | Alabama              | 1,513,401 |
| 18      | Nova Jérsia          | 1,444,933 |
| 19      | Kansas               | 1,428,108 |
| 20      | Minnesota            | 1,310,283 |
| 21      | Mississippi          | 1,289,600 |
| 22      | Califórnia           | 1,213,398 |
| 23      | Carolina do Sul      | 1,151,149 |
| 24      | Arkansas             | 1,128,211 |
| 25      | Luisiana             | 1,118,588 |
| 26      | Nebraska             | 1,062,656 |
| 27      | Maryland             | 1,042,390 |
| 28      | Virgínia Ocidental   | 762,794   |
| 29      | Connecticut          | 746,258   |
| 30      | Maine                | 661,086   |
| 31      | Colorado             | 413,249   |
| 32      | Flórida              | 391,422   |
| 33      | Nova Hampshire       | 376,530   |
| 34      | Washington           | 357,232   |
| 35      | Dakota do Sul        | 348,600   |
| 36      | Rhode Island         | 345,506   |
| 37      | Vermont              | 332,422   |
| 38      | Óregon               | 317,704   |
| X       | Oklahoma             | 258,657   |
| X       | Distrito de Columbia | 230,392   |
| X       | Utah                 | 210,779   |
| 39      | Dakota do Norte      | 190,983   |
| 40      | Delaware             | 168,493   |
| X       | Novo México          | 160,282   |
| 41      | Montana              | 142,924   |
| 42      | Idaho                | 88,548    |
| X       | Arizona              | 88,243    |
| 43      | Wyoming              | 60,705    |
| 44      | Nevada               | 47,355    |
| X       | Alasca               | 33,426    |

## População por cidade
| Ranking | Cidade         | Estado               | População | Região       |
| ------- | -------------- | -------------------- | --------- | ------------ |
| 01      | Nova Iorque    | Nova Iorque          | 1,515,301 | Nordeste     |
| 02      | Chicago        | Illinois             | 1,099,850 | Centro-Oeste |
| 03      | Filadélfia     | Pensilvânia          | 1,046,964 | Nordeste     |
| 04      | Brooklyn       | Nova Iorque          | 806,343   | Nordeste     |
| 05      | St. Louis      | Missouri             | 451,770   | Centro-Oeste |
| 06      | Boston         | Massachusetts        | 448,477   | Nordeste     |
| 07      | Baltimore      | Maryland             | 434,439   | Sul          |
| 08      | São Francisco  | Califórnia           | 298,997   | Oeste        |
| 09      | Cincinnati     | Ohio                 | 296,908   | Centro-Oeste |
| 10      | Cleveland      | Ohio                 | 261,353   | Centro-Oeste |
| 11      | Buffalo        | Nova Iorque          | 255,664   | Nordeste     |
| 12      | Nova Orleães   | Luisiana             | 242,039   | Sul          |
| 13      | Pittsburgh     | Pensilvânia          | 238,617   | Nordeste     |
| 14      | Washington     | Distrito de Columbia | 230,392   | Sul          |
| 15      | Detroit        | Michigan             | 205,876   | Centro-Oeste |
| 16      | Milwaukee      | Wisconsin            | 204,468   | Centro-Oeste |
| 17      | Newark         | Nova Jérsia          | 181,830   | Nordeste     |
| 18      | Minneapolis    | Minnesota            | 164,738   | Centro-Oeste |
| 19      | Jersey City    | Nova Jérsia          | 163,003   | Nordeste     |
| 20      | Louisville     | Kentucky             | 161,129   | Sul          |
| 21      | Omaha          | Nebraska             | 140,452   | Centro-Oeste |
| 22      | Rochester      | Nova Iorque          | 133,896   | Nordeste     |
| 23      | Saint Paul     | Minnesota            | 133,156   | Centro-Oeste |
| 24      | Kansas City    | Missouri             | 132,716   | Centro-Oeste |
| 25      | Providence     | Rhode Island         | 132,146   | Nordeste     |
| 26      | Denver         | Colorado             | 106,713   | Oeste        |
| 27      | Indianápolis   | Indiana              | 105,436   | Centro-Oeste |
| 28      | Allegheny      | Pensilvânia          | 105,287   | Nordeste     |
| 29      | Albany         | Nova Iorque          | 94,923    | Nordeste     |
| 30      | Columbus       | Ohio                 | 88,150    | Centro-Oeste |
| 31      | Syracuse       | Nova Iorque          | 88,143    | Nordeste     |
| 32      | New Haven      | Connecticut          | 86,045    | Nordeste     |
| 33      | Worcester      | Massachusetts        | 84,655    | Nordeste     |
| 34      | Toledo         | Ohio                 | 81,434    | Centro-Oeste |
| 35      | Richmond       | Virgínia             | 81,388    | Sul          |
| 36      | Paterson       | Nova Jérsia          | 78,347    | Nordeste     |
| 37      | Lowell         | Massachusetts        | 77,696    | Nordeste     |
| 38      | Nashville      | Tennessee            | 76,168    | Sul          |
| 39      | Scranton       | Pensilvânia          | 75,215    | Nordeste     |
| 40      | Fall River     | Massachusetts        | 74,398    | Nordeste     |
| 41      | Cambridge      | Massachusetts        | 70,028    | Nordeste     |
| 42      | Atlanta        | Geórgia              | 65,533    | Sul          |
| 43      | Memphis        | Tennessee            | 64,495    | Sul          |
| 44      | Wilmington     | Delaware             | 61,431    | Sul          |
| 45      | Dayton         | Ohio                 | 61,220    | Centro-Oeste |
| 46      | Troy           | Nova Iorque          | 60,956    | Nordeste     |
| 47      | Grand Rapids   | Michigan             | 60,278    | Centro-Oeste |
| 48      | Reading        | Pensilvânia          | 58,661    | Nordeste     |
| 49      | Camden         | Nova Jérsia          | 58,313    | Nordeste     |
| 50      | Trenton        | Nova Jérsia          | 57,458    | Nordeste     |
| 51      | Lynn           | Massachusetts        | 55,727    | Nordeste     |
| 52      | Lincoln        | Nebraska             | 55,154    | Centro-Oeste |
| 53      | Charleston     | Carolina do Sul      | 54,955    | Sul          |
| 54      | Hartford       | Connecticut          | 53,230    | Nordeste     |
| 55      | St. Joseph     | Missouri             | 52,324    | Centro-Oeste |
| 56      | Evansville     | Indiana              | 50,756    | Centro-Oeste |
| 57      | Los Angeles    | Califórnia           | 50,395    | Oeste        |
| 58      | Des Moines     | Iowa                 | 50,093    | Centro-Oeste |
| 59      | Bridgeport     | Connecticut          | 48,866    | Nordeste     |
| 60      | Oakland        | Califórnia           | 48,682    | Oeste        |
| 61      | Portland       | Óregon               | 48,682    | Oeste        |
| 62      | Saginaw        | Michigan             | 46,322    | Centro-Oeste |
| 63      | Salt Lake City | Utah                 | 44,843    | Oeste        |
| 64      | Lawrence       | Massachusetts        | 44,654    | Nordeste     |
| 65      | Springfield    | Massachusetts        | 44,179    | Nordeste     |
| 66      | Manchester     | Nova Hampshire       | 44,126    | Nordeste     |
| 67      | Utica          | Nova Iorque          | 44,007    | Nordeste     |
| 68      | Hoboken        | Nova Jérsia          | 43,648    | Nordeste     |
| 69      | Savannah       | Geórgia              | 43,189    | Sul          |
| 70      | Seattle        | Washington           | 42,837    | Oeste        |
| 71      | Peoria         | Illinois             | 41,024    | Centro-Oeste |
| 72      | New Bedford    | Massachusetts        | 40,733    | Nordeste     |
| 73      | Erie           | Pensilvânia          | 40,634    | Nordeste     |
| 74      | Somerville     | Massachusetts        | 40,152    | Nordeste     |
| 75      | Harrisburg     | Pensilvânia          | 39,385    | Nordeste     |
| 76      | Kansas City    | Kansas               | 38,316    | Centro-Oeste |
| 77      | Dallas         | Texas                | 38,067    | Sul          |
| 78      | Sioux City     | Iowa                 | 37,806    | Centro-Oeste |
| 79      | Elizabeth      | Nova Jérsia          | 37,764    | Nordeste     |
| 80      | Wilkes-Barre   | Pensilvânia          | 37,718    | Nordeste     |
| 81      | San Antonio    | Texas                | 37,673    | Sul          |
| 82      | Covington      | Kentucky             | 37,371    | Sul          |
| 83      | Portland       | Maine                | 36,425    | Nordeste     |
| 84      | Tacoma         | Washington           | 36,006    | Oeste        |
| 85      | Holyoke        | Massachusetts        | 35,637    | Nordeste     |
| 86      | Fort Wayne     | Indiana              | 35,393    | Centro-Oeste |
| 87      | Binghamton     | Nova Iorque          | 35,005    | Nordeste     |
| 88      | Norfolk        | Virgínia             | 34,871    | Sul          |
| 89      | Wheeling       | Virgínia Ocidental   | 34,522    | Sul          |
| 90      | Augusta        | Geórgia              | 33,300    | Sul          |
| 91      | Youngstown     | Ohio                 | 33,220    | Centro-Oeste |
| 92      | Duluth         | Minnesota            | 33,115    | Centro-Oeste |
| 93      | Yonkers        | Nova Iorque          | 32,033    | Nordeste     |
| 94      | Lancaster      | Pensilvânia          | 32,011    | Nordeste     |
| 95      | Springfield    | Ohio                 | 31,895    | Centro-Oeste |
| 96      | Quincy         | Illinois             | 31,494    | Centro-Oeste |
| 97      | Mobile         | Alabama              | 31,076    | Sul          |
| 98      | Topeka         | Kansas               | 31,007    | Centro-Oeste |
| 99      | Elmira         | Nova Iorque          | 30,893    | Nordeste     |
| 100     | Salem          | Massachusetts        | 30,801    | Nordeste     |